# Alexander Heinrich Neidhart
Alexander Heinrich Neidhart (* 1817 in Burg Breuberg (Odenwaldkreis); † 6. Dezember 1886 in Worms) war ein deutscher Politiker und im Zeitraum 1860–1861 Bürgermeister der Stadt Worms.

## Privates
Neidhart wurde im Jahr 1817 auf der Burg Breuberg geboren. Nachdem er in Gießen ein Studium begonnen und wegen des Todes seiner Eltern vorzeitig abgebrochen hatte, kam er im Jahr 1846 nach Worms. Durch Unternehmerische Weitsicht erlangte er dort zunächst ein kleines finanzielles Vermögen.

## Amtszeit
Da sein Vorgänger Adam Joseph Betz sein Amt als Bürgermeister der Stadt Worms bereits nach vier Jahren niedergelegt hatte, wurde Neidhart zum neuen Bürgermeister der Stadt von der Gemeindevertretung gewählt.
Neidhart war im Jahr 1856 ein Mitglied des Gründungskomitees eines Vereins, der es sich zum Ziel gesetzt hat, in Worms ein Lutherdenkmal zu errichten. Mitglied im Gemeinderat war er im Zeitraum 1856–1861. Als Neidhart 1860 zum Bürgermeister der Stadt Worms ernannt wurde, legte er überraschend bereits im darauffolgenden Jahr, 1861, sein Amt nieder. Ursächlich dafür war ein Streit im Gemeinderat, in dem es um die Streichung von Repräsentationsgeldern, wodurch auch seine eigenen Vergütungen als Bürgermeisters in Gefahr gerieten, im Haushalt ging, die gegen seinen Willen durchgesetzt wurde. Neidhard empfand diese unter Druck durchgesetzte Maßnahme als unfreundliche Sparmaßnahme und brachte sein Unverständnis darüber zum Ausdruck, dass der Gemeinde wohl Geld genug zur Verfügung stand, die nach einem Brand ermöglichte, aber kostenintensive Maßnahme einer Verbreiterung der Wormser Hardtgasse zuzustimmen.
Es ist zu vermuten, dass Neidhart der darauf entfachten Diskussion im Gemeinderat nicht gewachsen war und entsprechend sein Amt vorzeitig niederlegte. Da sich kein Nachfolger für das Amt des Bürgermeisters fand, war der Gemeinderat gemäß den damals geltenden Regeln zu seiner Selbstauflösung gezwungen, um den Weg für vollständige Neuwahlen freizumachen.

## Nach seinem Tod
Es ist sehr wahrscheinlich, dass Neidhart sich vor seiner Amtszeit nicht ungesetzlich bereichert hat, denn die Wormser Zeitung bezeichnete Neidhart in einem Nachruf als „Jünger der Humanität“. Des Weiteren wird er in der Zeitung posthum mit den Worten geehrt: „Ein an gemeinnütziger Tätigkeit reiches Leben, ausgestattet mit Ämtern, die kein Geld und Gut eintragen, sondern nur das Bewußtsein uns bringen, der Pflicht der Menschenliebe nach bestem Wissen und Können genügt zu haben, brachte ihm den höchsten Genuß.“